# Rancho los Dolores
Rancho los Dolores är en ort i Mexiko.   Den ligger i kommunen Dolores Hidalgo och delstaten Guanajuato, i den centrala delen av landet, 290 km nordväst om huvudstaden Mexico City. Rancho los Dolores ligger 1 963 meter över havet och antalet invånare är 131.
Terrängen runt Rancho los Dolores är huvudsakligen en högslätt. Rancho los Dolores ligger nere i en dal. Runt Rancho los Dolores är det ganska tätbefolkat, med 93 invånare per kvadratkilometer. Närmaste större samhälle är Dolores Hidalgo, 18,1 km sydost om Rancho los Dolores. Omgivningarna runt Rancho los Dolores är i huvudsak ett öppet busklandskap.